# Фудзіґуті Міцунорі
Фудзіґуті Міцунорі (яп. 藤口 光紀, нар. 17 серпня 1949, Ґумма —) — японський футболіст, що грав на позиції півзахисника.

## Клубна кар'єра
Грав за команду Міцубіши Моторс.

## Виступи за збірну
Дебютував 1972 року в офіційних матчах у складі національної збірної Японії. У формі головної команди країни зіграв 26 матчів.

## Статистика
Статистика виступів у національній збірній.
| Збірна Японії | Збірна Японії | Збірна Японії |
| Роки          | Ігри          | голи          |
| ------------- | ------------- | ------------- |
| 1972          | 5             | 0             |
| 1973          | 2             | 0             |
| 1974          | 1             | 0             |
| 1975          | 4             | 0             |
| 1976          | 2             | 0             |
| 1977          | 0             | 0             |
| 1978          | 12            | 2             |
| Усього        | 26            | 2             |